# دييغو بيكر
دييغو بيكر (بالإسبانية: Diego Becker)‏ (24 نوفمبر 1997 في الأرجنتين - ) هو لاعب كرة قدم أرجنتيني في مركز الوسط. لعب مع روزاريو سنترال.

## وصلات خارجية
- دييغو بيكر على موقع قاعدة بيانات كرة القدم.إي يو (الإنجليزية)
- دييغو بيكر على موقع Soccerway.com (الإنجليزية)